# Aphyllorchis
Aphyllorchis je rod orchidejí. Jsou to nezelené pozemní byliny, vyživující se prostřednictvím symbiózy s houbou. Rod zahrnuje asi 30 druhů a je rozšířen v Asii a Austrálii. Největší areál má druh Aphyllorchis montana.

## Popis
Zástupci rodu Aphyllorchis jsou vytrvalé, pozemní, nezelené a mykotrofní orchideje. Oddenek je krátký, s dužnatými svazčitými kořeny. Stonek je přímý, dužnatý, nevětvený, obvykle světle hnědý, ve spodní části na uzlinách s řídkými pochvami, v horní části s šupinovitými nezelenými listeny. Květenstvím je vrcholový hrozen složený z několika až mnoha květů. Květy jsou drobné až středně velké, resupinátní (otočené o 180°), často s dlouhou stopkou a semeníkem. Kališní lístky jsou volné, podobného tvaru a velikosti. Korunní lístky se podobají kališním, jsou však kratší a užší. Pysk je přirostlý k bázi sloupku. Hypochil (bazální část pysku) je často křídlatý, epichil (koncová část pysku) je celistvý nebo laločnatý, často nazpět prohnutý. Sloupek je dlouhý a úzký. Andreceum se skládá ze 2 plodných tyčinek s velmi krátkými nitkami a 2 sterilních staminodií. Blizna je konkávní, umístěná poblíž vrcholu sloupku. Tobolky jsou obvykle převislé.

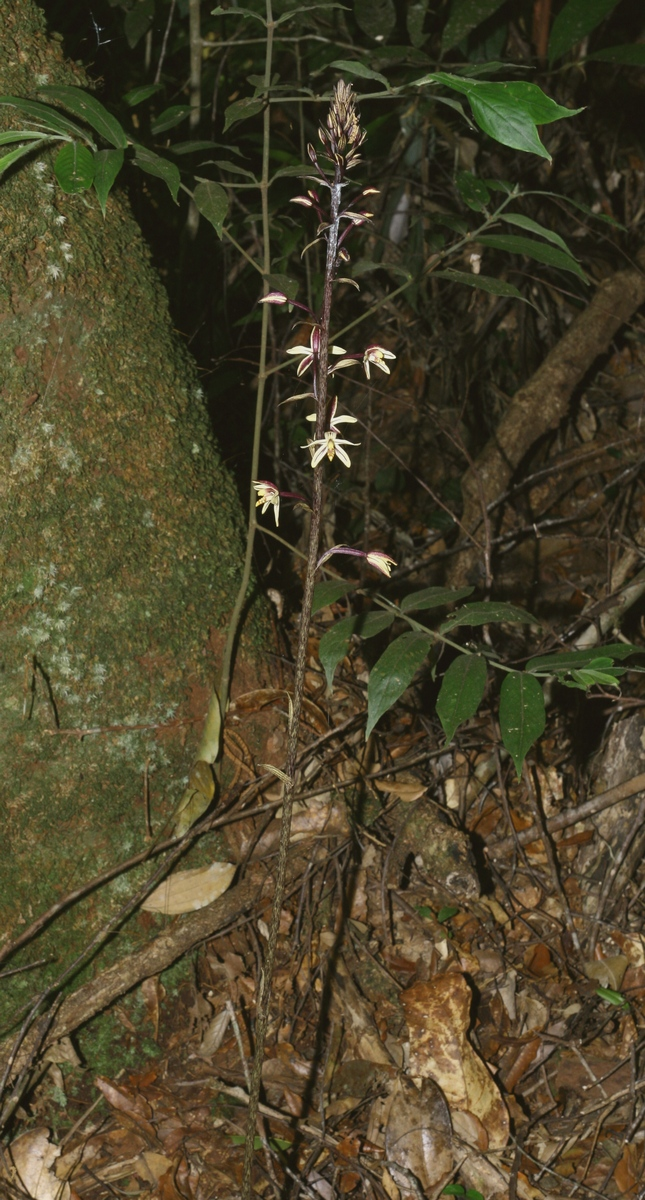
Aphyllorchis montana
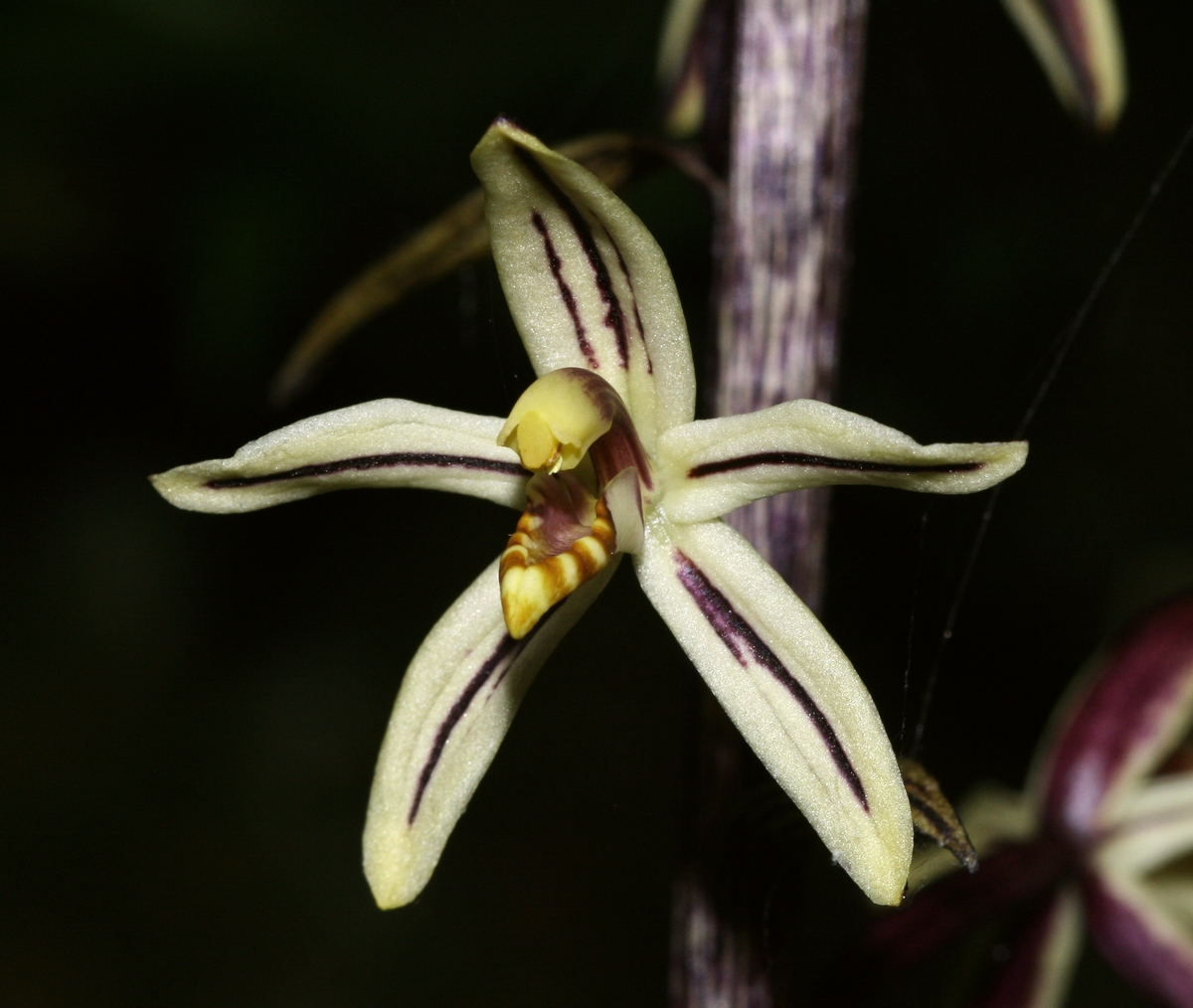
Květ Aphyllorchis montana
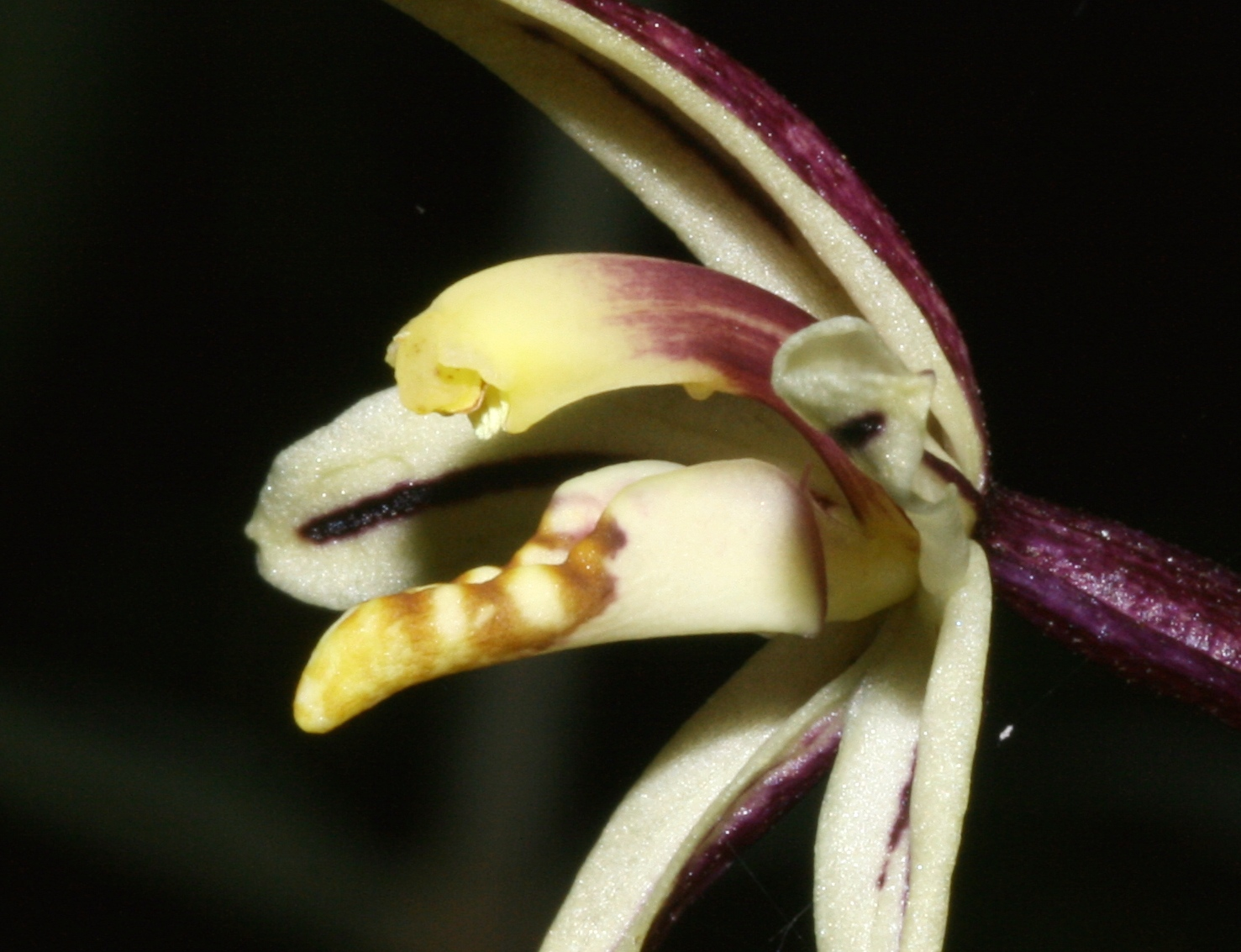
Detail květu Aphyllorchis montana

## Rozšíření
Rod Aphyllorchis zahrnuje asi 30 druhů. Je rozšířen v Asii a Austrálii. V Asii sahá areál od Himálaje a Číny po Japonsko a Novou Guineu. Největší počet druhů roste v tropické jihovýchodní Asii a Himálaji. Velký areál, sahající od Indie a Číny po Japonsko a Novou Guineu, má druh Aphyllorchis montana. V Austrálii rostou 2 druhy, které jsou oba endemity Queenslandu.

## Taxonomie
Rod Aphyllorchis je v taxonomii čeledi Orchidaceae řazen do podčeledi Epidendroideae a tribu Neottieae. Do tohoto tribu patří několik rodů vyskytujících se i v České republice. Ze zelených orchidejí je to okrotice (Cephalanthera) a kruštík (Epipactis), z mykotrofních hnědenec (Limodorum) a hlístník (Neottia).